# فوسنی بامبا
فوسنی بامبا (انگلیسی: Fousseni Bamba؛ زادهٔ ۱۹ آوریل ۱۹۹۰) بازیکن فوتبالمتولد ساحل عاج اهل گینه است.
وی همچنین در تیم‌های ملی فوتبال زیر ۲۰ سال ساحل عاج و گینه بازی کرده است.